# Ненашув
Ненашув (пол. Nienaszów) — село в Польщі, у гміні Новий Змигород Ясельського повіту Підкарпатського воєводства.
Населення — 1129 осіб (2011).

## Демографія
Демографічна структура станом на 31 березня 2011 року:
|          | Загалом | Допрацездатний вік | Працездатний вік | Постпрацездатний вік |
| -------- | ------- | ------------------ | ---------------- | -------------------- |
| Чоловіки | 546     | 135                | 352              | 59                   |
| Жінки    | 583     | 121                | 323              | 139                  |
| Разом    | 1129    | 256                | 675              | 198                  |